# John Flanagan (Triathlet)
John Flanagan (* 17. Juli 1975 in Oʻahu, Hawaii) ist ein ehemaliger US-amerikanischer Schwimmer und Triathlet.

## Werdegang
John Flanagan war einige Jahre für das US-amerikanische Nationalteam als Schwimmer aktiv. Nachdem er einen Startplatz bei den Olympischen Spielen 2008 knapp verpasst hatte, wechselte er zum Triathlon.
Er gilt nun seit einigen Jahren als der schnellste Schwimmer bei Ironman-Bewerben.
Flanagan lebt in Honolulu.

## Sportliche Erfolge
| Datum/Jahr   | Rang | Wettbewerb          | Austragungsort | Zeit     | Bemerkung                                                                               |
| ------------ | ---- | ------------------- | -------------- | -------- | --------------------------------------------------------------------------------------- |
| 5. Nov. 2011 | 15   | Ironman Florida     | Panama City    | 08:49:47 | schnellster Schwimmer mit 44:36 Minuten                                                 |
| 4. Juni 2011 | 6    | Ironman 70.3 Hawaii | Hawaii         | 04:14:35 | schnellster Schwimmer mit 23:56 Minuten                                                 |
| 3. Apr. 2011 | 2    | Lavaman Triathlon   | Waikoloa       | 01:56:28 | Zweiter auf Hawaii                                                                      |
| 16. Mai 2010 | 1    | Honolulu Triathlon  | Honolulu       | 01:54:55 | Sieger auf der olympischen Distanz (1,5 km Schwimmen, 40 km Radfahren und 10 km Laufen) |
| 29. Mai 2009 |      | Ironman 70.3 Hawaii | Hawaii         |          |                                                                                         |
| 2008         |      | Ironman 70.3 Hawaii | Hawaii         |          | schnellster Schwimmer                                                                   |

| Datum/Jahr    | Rang | Wettbewerb            | Austragungsort | Zeit     | Bemerkung                                                       |
| ------------- | ---- | --------------------- | -------------- | -------- | --------------------------------------------------------------- |
| 21. Mai 2011  |      | Ironman Texas         | The Woodlands  |          | schnellster Schwimmer mit 48:36 Minuten                         |
| 12. Sep. 2010 |      | Ironman Wisconsin     | Madison        |          | schnellster Schwimmer mit 44:56 Minuten                         |
| 2010          | 13   | Ironman Louisville    | Louisville     | 09:37:01 |                                                                 |
| 10. Okt. 2009 |      | Ironman Hawaii        | Hawaii         |          | schnellster Schwimmer mit 47:42 Minuten                         |
| 30. Aug. 2009 |      | Ironman Louisville    | Louisville     |          | neuer Rekord auf der Schwimmstrecke (3,86 km) mit 44:54 Minuten |
| 21. Juni 2009 |      | Ironman Coeur d’Alene | Idaho          |          | schnellster Schwimmer                                           |
| 11. Okt. 2008 | 76   | Ironman Hawaii        | Hawaii         | 09:22:33 | schnellster Schwimmer mit 47:02 Minuten                         |

| Datum/Jahr    | Rang | Wettbewerb                                 | Austragungsort | Zeit     | Bemerkung |
| ------------- | ---- | ------------------------------------------ | -------------- | -------- | --- |
| 23. Okt. 2011 | 89   | Xterra Cross Triathlon World Championships | Maui           | 03:00:58 | 14. Rang in der AG 30–34 bei der Weltmeisterschaft Cross-Triathlon (1,5 km Schwimmen, 29,5 km Mountainbike und 9,8 km Crosslauf) |
| 24. Okt. 2010 | 74   | Xterra Cross Triathlon World Championships | Maui           | 03:10:10 | 11. Rang in der AG 30–34 |

| Datum/Jahr    | Rang | Wettbewerb                      | Austragungsort | Zeit     | Bemerkung                                                                   |
| ------------- | ---- | ------------------------------- | -------------- | -------- | --------------------------------------------------------------------------- |
| 18. Juli 2001 | 4    | Schwimmweltmeisterschaften 2001 | Fukuoka        | 02:01:16 | über 10 km – 12 Sekunden hinter dem russischen Sieger Jewgeni Besrutschenko |

(DNF – Did Not Finish)